# Dresdner FC Fußballring 1902
Dresdner FC Fußballring 1902  was een Duitse voetbalclub uit Dresden.

## Geschiedenis
De club was tamelijk succesrijk in het Midden-Duitse voetbal. In 1916/17 plaatste de club zich voor de eindronde om het kampioenschap van Midden-Duitsland en won tegen Budissa Bautzen, Chemnitzer BC en SC Erfurt 1895 alvorens in de finale met 0-2 te verliezen van Halle 1896. Twee jaar later bereikte de club opnieuw de finale, die andermaal tegen Halle 1896 verloren werd. In 1930 werd de naam veranderd in Ring-Greiling 02 Dresden. In 1933 fuseerde de club met SV Brandenburg 01 Dresden tot Dresdner Sportfreunde 01.

## Erelijst
Kampioen Oost-Saksen:
1912/13, 1913/14, 1916/17, 1918/19, 1920/21, 1921/22